# Давенпорт, Герберт Джозеф
Герберт Джозеф Давенпорт (англ.  Herbert Joseph Davenport; 10 августа 1861, Уилмингтон, штат Вермонт, США — 15 июня 1931, Нью-Йорк, США) — американский экономист. Эмерит профессор Корнеллского университета, президент Американской экономической ассоциации в 1920 году.

## Биография
Герберт родился 10 августа 1861 года в Уилмингтоне, штат Вермонт в семье юриста.
Учился в университете Южной Дакоты, в 1886 году получил степень бакалавра по праву на юридическом факультете Гарвардского университета, затем учился в Лейпцигском университете и в Институте политических исследований в Париже. В 1898 году получил докторскую степень по экономике в Чикагском университете под руководством Джеймса Лоуренса Лафлина.
В 1898—1902 годах работал директором средней школы в городке Линкольн, штат Небраска. В 1902—1908 годах преподавал в должности ассоциированного профессора в Чикагском университете. В 1908—1914 годах заведующий кафедры экономики в Миссурийском университете, а в 1914—1916 годах первый декан Колледжа бизнеса Труласке при Миссурийском университете. В 1916—1929 годах был профессором экономики в Корнеллском университете, а в 1929 году вышел в отставку, став эмерит профессором Корнеллского университета.
Давенпорт умер 15 июня 1931 года в Нью-Йорке.
Семья
Герберт женился в 1911 году на профессоре английского в Чикагском университете Эмелин Гарриет (Крэндалл) (1871—1922) из Милтона, штат Висконсин. У них родились двоё сыновей: Мартин Уоррен Давенпорт (31.03.1913—24.11.1999) и Джон Бирн Давенпорт (16.09.1914—29/30.10.1981).

## Память
Общество выпускников Колледжа бизнеса Труласке при Миссурийском университете основали в 1989 году Общество имени Герберта Дж. Давенпорта для поощрения участия частных пожертвований для поддержки и развития колледжа.